# Nima Arkani-Hamed
Nima Arkani-Hamed (5 de abril de 1972 (53 años) es un físico teórico canadiense de origen irani con intereses en la física de alta energía, teoría de cuerdas y cosmología. Arkani-Hamed está ahora en la facultad en el Institute for Advanced Study en Princeton, Nueva Jersey y fue un profesor en Harvard y en la Universidad de California, Berkeley.

## Primeros años
Los padres de Arkani-Hamed son físicos azeri iraníes. Su padre, Jafar Arkani-Hamed, oriundo de Tabriz, fue presidente del Departamento de física en Universidad Sharif de Tecnología en Teherán más tarde enseñó ciencias de la Tierra y planetaria en La Universidad McGill en Montreal. Arkani-Hamed estaba viviendo en Irán durante la revolución y huyó poco después de la revolución iraní y se vieron obligados a huir a las montañas en Turquía.

## Carrera académica
Arkani-Hamed se graduó en 1993 en la Universidad de Toronto con un grado de honores conjuntos en matemáticas y física y fue a la Universidad de California, Berkeley para sus estudios de posgrado, donde trabajó bajo la supervisión de Lawrence Hall. La mayor parte de su trabajo de graduación fue en estudios de física de supersimetría y sabores. Su tesis de doctorado fue titulada "Supersimetría y jerarquías". Completó su doctorado en 1997 y fue a SLAC en la Universidad de Stanford para estudios postdoctorales. Durante este tiempo trabajó con Savas Dimopoulos y desarrollado el paradigma de grandes dimensiones extra.
En 1999 se incorporó al departamento de física de la facultad de la Universidad de California, Berkeley. Tomó una excedencia laboral de Berkeley, a partir de enero de 2001, para visitar La Universidad de Harvard. Poco después de llegar a Harvard trabajó con Howard Georgi y Andrew Cohen en la idea de dimensiones adicionales emergentes, apodado deconstrucción dimensional. Estas ideas eventualmente desembocaron en el desarrollo de las teorías pequeño Higgs.
Oficialmente se unió a la Facultad de Harvard en el otoño de 2002. Arkani-Hamed ha aparecido en varios programas de televisión y periódicos hablando del espacio, tiempo y dimensiones y el estado actual de la física teórica. En 2003 ganó la medalla de Gribov de la Sociedad Europea de Física y en el verano de 2005, mientras estaba en Harvard obtuvo el premio 'Phi Beta Kappa' para la excelencia en enseñanza.
Arkani-Hamed participó en el Stock Exchange of Visions en 2007.
En 2008, Arkani-Hamed ganó el premio Raymond y Beverly Sackler otorgado en la Universidad de Tel Aviv a jóvenes científicos que han hecho contribuciones sobresalientes y fundamentales en las ciencias físicas.
En 2009 fue elegido un miembro de la Academia Estadounidense de las Artes y las Ciencias. En 2010 Arkani-Hamed dio las Messenger Lectures en la Universidad de Cornell.
Desde 2002–2008 fue un profesor de física de la Universidad de Harvard y ahora es un miembro de la facultad del Institute for Advanced Study.

## Reconocimientos y premios
En julio de 2012, fue un ganador inaugural del Fundamental Physics Prize, la creación del físico y emprendedor de internet, Yuri Milner. Previamente ganó el Premio Seckler rom Universidad de Tel Aviv en 2008, la medalla Gribov de la Sociedad Europea de Física en 2003 y el premio Gamberini INFN-Pisa en 1997. Ha ganado el premio Packard and Sloan Fellowship en el año 2000.

## Obras seleccionadas
- The paradigm of "large extra dimensions" (with Gia Dvali and Savas Dimopoulos):

N. Arkani-Hamed, S. Dimopoulos, G. Dvali (1998). «The Hierarchy problem and new dimensions at a millimeter». Phys. Lett. B 429 (3-4): 263-272. Bibcode:1998PhLB..429..263A. arXiv:hep-ph/9803315. doi:10.1016/S0370-2693(98)00466-3.
I Antoniadis, N. Arkani-Hamed, S. Dimopoulos, G. Dvali (1998). «New dimensions at a millimeter to a Fermi and superstrings at a TeV». Phys. Lett. B 436 (3-4): 257-263. Bibcode:1998PhLB..436..257A. arXiv:hep-ph/9804398. doi:10.1016/S0370-2693(98)00860-0.
N. Arkani-Hamed, S. Dimopoulos, G. Dvali (1999). «Phenomenology, astrophysics and cosmology of theories with submillimeter dimensions and TeV scale quantum gravity». Phys. Rev. D 59 (8): 086004. Bibcode:1999PhRvD..59h6004A. arXiv:hep-ph/9807344. doi:10.1103/PhysRevD.59.086004.
Arkani-Hamed, Nima; Savas Dimopoulos, Georgi Dvali (agosto de 2000). «The Universe's Unseen Dimensions». Scientific American 283 (2): 62-69. PMID 10914401. doi:10.1038/scientificamerican0800-62.
- Deconstruction (with Howard Georgi and Andrew Cohen):

N. Arkani-Hamed, A. G. Cohen, H. Georgi (2001). «(De)constructing dimensions». Phys. Rev. Lett. 86 (21): 4757-4761. Bibcode:2001PhRvL..86.4757A. PMID 11384341. arXiv:hep-th/0104005. doi:10.1103/PhysRevLett.86.4757.
- Little Higgs theories:

N. Arkani-Hamed, A. G. Cohen, H. Georgi (2001). «Electroweak symmetry breaking from dimensional deconstruction». Phys.  Lett. B. 513: 232-240. Bibcode:2001PhLB..513..232A. arXiv:hep-ph/0105239. doi:10.1016/S0370-2693(01)00741-9.
N. Arkani-Hamed, A. G. Cohen, T. Gregoire, J. G. Wacker (2002). «Phenomenology of electroweak symmetry breaking from theory space». JHEP 0208 (08): 020. Bibcode:2002JHEP...08..020A. arXiv:hep-ph/0202089. doi:10.1088/1126-6708/2002/08/020.
N. Arkani-Hamed, A. G. Cohen, T. Gregoire,E. Katz, A. E. Nelson, J. G. Wacker (2002). «The Minimal moose for a little Higgs». JHEP 0208 (08): 021. Bibcode:2002JHEP...08..021A. arXiv:hep-ph/0206020. doi:10.1088/1126-6708/2002/08/021.
N. Arkani-Hamed, A. G. Cohen, E. Katz, A. E. Nelson (2002). «The Littlest Higgs». JHEP 0207 (07): 034. Bibcode:2002JHEP...07..034A. arXiv:hep-ph/0206021. doi:10.1088/1126-6708/2002/07/034.
- Ghost condensation:

N. Arkani-Hamed, H.C. Cheng, M. A. Luty, S. Mukohyama (2004). «Ghost condensation and a consistent infrared modification of gravity». JHEP 0405 (05): 074. Bibcode:2004JHEP...05..074H. arXiv:hep-th/0312099. doi:10.1088/1126-6708/2004/05/074.
- Split supersymmetry (with Savas Dimopoulos):

N. Arkani-Hamed,S. Dimopoulos; Dimopoulos, Savas (2005). «Supersymmetric unification without low energy supersymmetry and signatures for fine-tuning at the LHC». JHEP 0506 (06): 073. Bibcode:2005JHEP...06..073A. arXiv:hep-th/0405159. doi:10.1088/1126-6708/2005/06/073.
N. Arkani-Hamed,S. Dimopoulos, G. F. Giudice, A. Romanino (2005). «Aspects of split supersymmetry». Nucl. Phys. B 0709: 3-46. Bibcode:2005NuPhB.709....3A. arXiv:hep-ph/0409232. doi:10.1016/j.nuclphysb.2004.12.026.
- Dark Matter:

N. Arkani-Hamed, N. Weiner (2008). «LHC Signals for a SuperUnified Theory of Dark Matter». JHEP 0812 (12): 104. Bibcode:2008JHEP...12..104A. arXiv:0810.0714. doi:10.1088/1126-6708/2008/12/104.
N. Arkani-Hamed, D. P. Finkbeiner, T. R. Slatyer, N. Weiner (2009). «A Theory of Dark Matter». Phys. Rev. D 79: 015014. Bibcode:2009PhRvD..79a5014A. arXiv:0810.0713. doi:10.1103/PhysRevD.79.015014.
- Scattering Amplitudes:

N. Arkani-Hamed, F. Cachazo, C. Cheung and J. Kaplan (2010). «A Duality for the S Matrix». JHEP 1003 (3): 020. Bibcode:2010JHEP...03..020A. arXiv:0907.5418. doi:10.1007/JHEP03(2010)020.
N. Arkani-Hamed, J. Bourjaily, F. Cachazo, S. Caron-Huot and J. Trnka (2011). «The All-Loop Integrand For Scattering Amplitudes in Planar N=4 SYM». JHEP 1101: 041. Bibcode:2011JHEP...01..041A. arXiv:1008.2958. doi:10.1007/JHEP01(2011)041.